# Кампус-Линдус

Кампус-Линдус на карте штата.

Кампус-Линдус (порт. Campos Lindos) — муниципалитет в Бразилии, входит в штат Токантинс. Составная часть мезорегиона Восточный Токантинс. Входит в экономико-статистический микрорегион Жалапан. Население составляет  8 139 человек на 2010 год. Занимает площадь 3 240,177 км². Плотность населения — 2,51 чел./км².

## Демография
Согласно сведениям, собранным в ходе переписи 2010 г. Национальным институтом географии и статистики (IBGE), население муниципалитета составляет:
| Полное население                               | Полное население                               | Полное население                               | Полное население                               | 8 139 |
| ---------------------------------------------- | ---------------------------------------------- | ---------------------------------------------- | ---------------------------------------------- | ----- |
| в том числе:                                   | Городское население                            | 4 819                                          | Процент городского населения, %                | 59,21 |
|                                                | Сельское население                             | 3 320                                          | Процент сельского населения, %                 | 40,79 |
|                                                | Мужское население                              | 4 264                                          | Процент мужского населения, %                  | 52,39 |
|                                                | Женское население                              | 3 875                                          | Процент женского населения, %                  | 47,61 |
| Плотность населения, чел/км²                   | Плотность населения, чел/км²                   | Плотность населения, чел/км²                   | Плотность населения, чел/км²                   | 2,51  |
| Население муниципалитета в % к населению штата | Население муниципалитета в % к населению штата | Население муниципалитета в % к населению штата | Население муниципалитета в % к населению штата | 0,59  |

По данным оценки 2016 года население муниципалитета составляет 9 408 жителей.

## Статистика
- Валовой внутренний продукт на 2003 составляет 26.755.295,00 реалов (данные: Бразильский институт географии и статистики).
- Валовой внутренний продукт на душу населения на 2003 составляет 4.089,77 реалов (данные: Бразильский институт географии и статистики).
- Индекс развития человеческого потенциала на 2000 составляет 0,580 (данные: Программа развития ООН).

## Важнейшие населенные пункты
| № | Населённый пункт | Населённый пункт (порт.) | Категория | Население чел. (2010) | На карте                       |
| - | ---------------- | ------------------------ | --------- | --------------------- | ------------------------------ |
| 1 | Кампус-Линдус    | Campos Lindos            | город     | 4 819                 | 7°58′30″ ю. ш. 46°48′08″ з. д. |
| 2 | Раншария         | Rancharia                | поселок   | 520                   | 8°12′27″ ю. ш. 46°56′55″ з. д. |
| 1 | Бандейра         | Bandeira                 | поселок   | 126                   | 8°18′16″ ю. ш. 46°58′45″ з. д. |